# 殷廷樞
殷廷樞（1555年—1608年），字執夫，號星元，别號十峰居士，直隶松江府華亭縣人。明朝政治人物、進士出身。

## 生平
万历十六年戊子科舉人，十七年（1589年）联捷己丑科二甲十四名進士。都察院觀政，八月授南京兵部主事，十九年九月丁憂，二十二年補工部主事，二十四年丁憂，二十六年補兵部主事，二十七年历升员外郎、署郎中，二十七年九月出为河南按察司佥事，三十年升参议兼佥事，三十一年丁憂。三十四年起補福建布政司参议，三十五年丁憂。

## 家族
曾祖殷㫤。嗣祖父殷周、本生祖父殷表，俱贈鉅野知县。父殷汝孝，嘉靖甲子科（1564年）舉人，官巨野知县，贈河南按察司佥事。